# Colpo
Colpo é uma comuna francesa na região administrativa da Bretanha, no departamento Morbihan. Estende-se por uma área de 26,33 km². Em 2010 a comuna tinha 2 211 habitantes (densidade: 84 hab./km²).